# Škoda Kamiq
Škoda Kamiq este un SUV crossover subcompact (din segmentul B) comercializat de producătorul ceh de automobile Škoda Auto din 2019. Este cel mai mic dintre celelalte SUV-uri Škoda vândute în Europa, și anume Karoq, Enyaq și Kodiaq. Livrările au început oficial în septembrie 2019. Se bazează pe conceptul Vision X, pe care Škoda l-a prezentat publicului pentru prima dată în 2018. Ca și în cazul Karoq și Kodiaq, numele Kamiq se bazează pe un cuvânt din limba inuit.